# Rutiderma darbyi
Rutiderma darbyi is een mosselkreeftjessoort uit de familie van de Rutidermatidae. De wetenschappelijke naam van de soort is voor het eerst geldig gepubliceerd in 1983 door Kornicker.